# Reprezentacja Monako na Mistrzostwach Europy w Wioślarstwie 2010
Reprezentacja Monako na Mistrzostwach Europy w Wioślarstwie 2010 liczyła 1 sportowca. Najlepszym wynikiem było 17. miejsce w jedynce mężczyzn.

## Medale

### Złote medale
Brak

### Srebrne medale
Brak

### Brązowe medale
Brak

## Wyniki

### Konkurencje mężczyzn
- jedynka (M1x): Mathias Raymond – 17. miejsce